# 郡司裕也
郡司 裕也（ぐんじ ゆうや、1997年12月27日 - ）は、千葉県市原市出身のプロ野球選手（捕手、内野手、外野手）。右投右打。北海道日本ハムファイターズ所属。

## 経歴

### プロ入り前

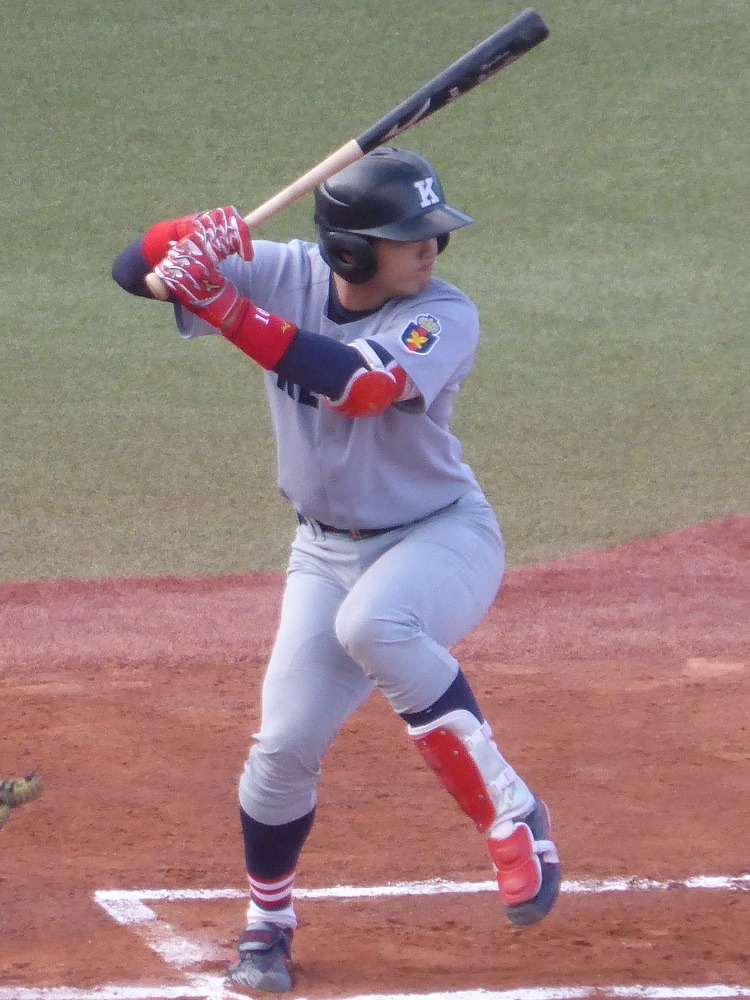
慶應義塾大学時代
（2019年11月20日 神宮球場）

小学校1年から野球を始め（ちはら台ファイターズ）、3年の時に自ら志願し捕手となる。6年の時には津留﨑大成や網谷圭将らとともに千葉ロッテマリーンズジュニアに選ばれる。中学時代は千葉市リトルシニアに所属しキャプテンを務めた。中学3年の春には全国大会優勝を遂げた。同期には網谷圭将、1学年後輩に藤平尚真、齊藤伸治、中村亮太などがいた。
慶應義塾高校への進学を目指したが不合格となり、仙台育英高校に進学。2年秋には明治神宮大会で優勝した。3年春は第87回選抜高等学校野球大会に出場し、初戦の神村学園戦では3安打の活躍を見せたが、2回戦では平沼翔太擁する敦賀気比高校に敗れた。3年夏は第97回全国高等学校野球選手権大会に出場して4番を務め、2回戦の滝川二高校戦では本塁打を放つなど活躍し、決勝まで進出するものの、小笠原慎之介らを擁する東海大相模に6対10で敗れ準優勝に終わった。2015年8月には高校日本代表に選出された。高校の1学年先輩に梅津晃大、同期には佐藤世那、平沢大河、2学年後輩に西巻賢二がいる。
高校卒業後は慶應義塾大学環境情報学部に進学。大学では1年の春季リーグ戦から出場し、秋季リーグ戦からは正捕手を獲得。4年の秋季リーグ戦では杉山翔大以来の三冠王を獲得し、リーグ優勝に貢献した。その後行われた明治神宮大会では関西大学を下して優勝した。大学時代はベストナインを3度獲得。大学時代の通算成績は91試合の出場で打率.297、94安打、11本塁打、56打点。同期には津留﨑大成、柳町達、植田将太、中村健人がいる。
2019年10月17日に行われたプロ野球ドラフト会議では、中日ドラゴンズから4位指名を受け、11月22日に契約金5000万円、年俸800万円（金額は推定）で仮契約を結んだ。背番号は44。

### 中日時代

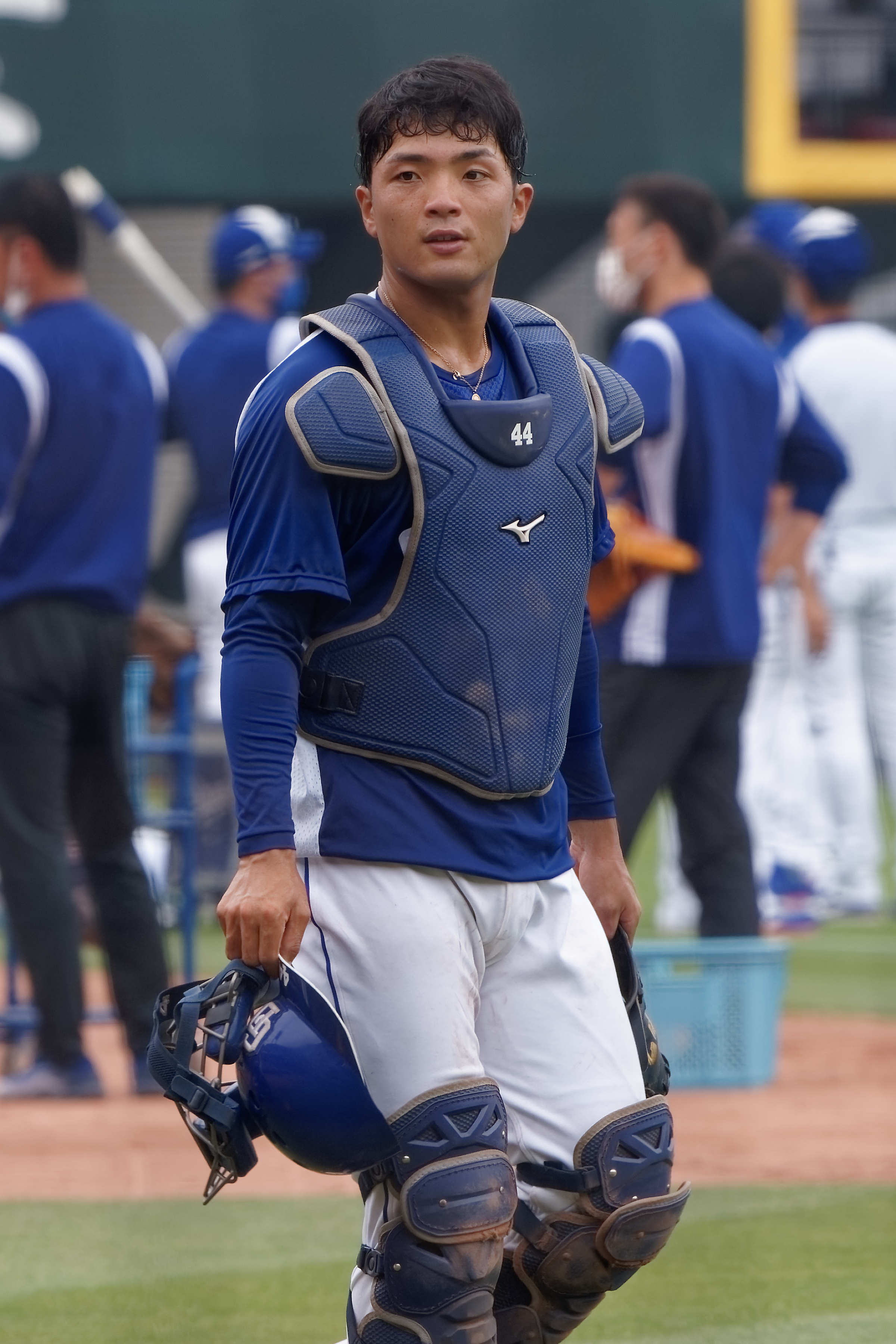
中日ドラゴンズ時代
（2021年6月26日 マツダスタジアム）

2020年は、開幕一軍入りを果たすと、6月23日の対横浜DeNAベイスターズ戦では、濵口遥大からプロ初安打を放った。
2021年は、6月下旬に一軍昇格。9試合に出場して打率.462、3打点と打撃で存在感を示したが、後半戦は二軍（ウエスタン・リーグ）落ちし一軍定着はならなかった。
2022年は、捕手だけでなく、外野や一塁のポジションにも挑戦。二軍では6本塁打を記録した。一軍では代打を中心に自己最多の33試合に出場するも、打率は2割を切り、結果を残せなかった。
2023年は、開幕一軍入りを果たすも、出場機会のないまま4月13日に登録を抹消された。二軍で結果を残し、5月31日に再昇格し、6月4日のオリックス・バファローズ戦で代打で同年初出場。この打席で遊ゴロに倒れ、この1打席の出場のみで同月12日に登録を再度抹消された。

### 日本ハム時代

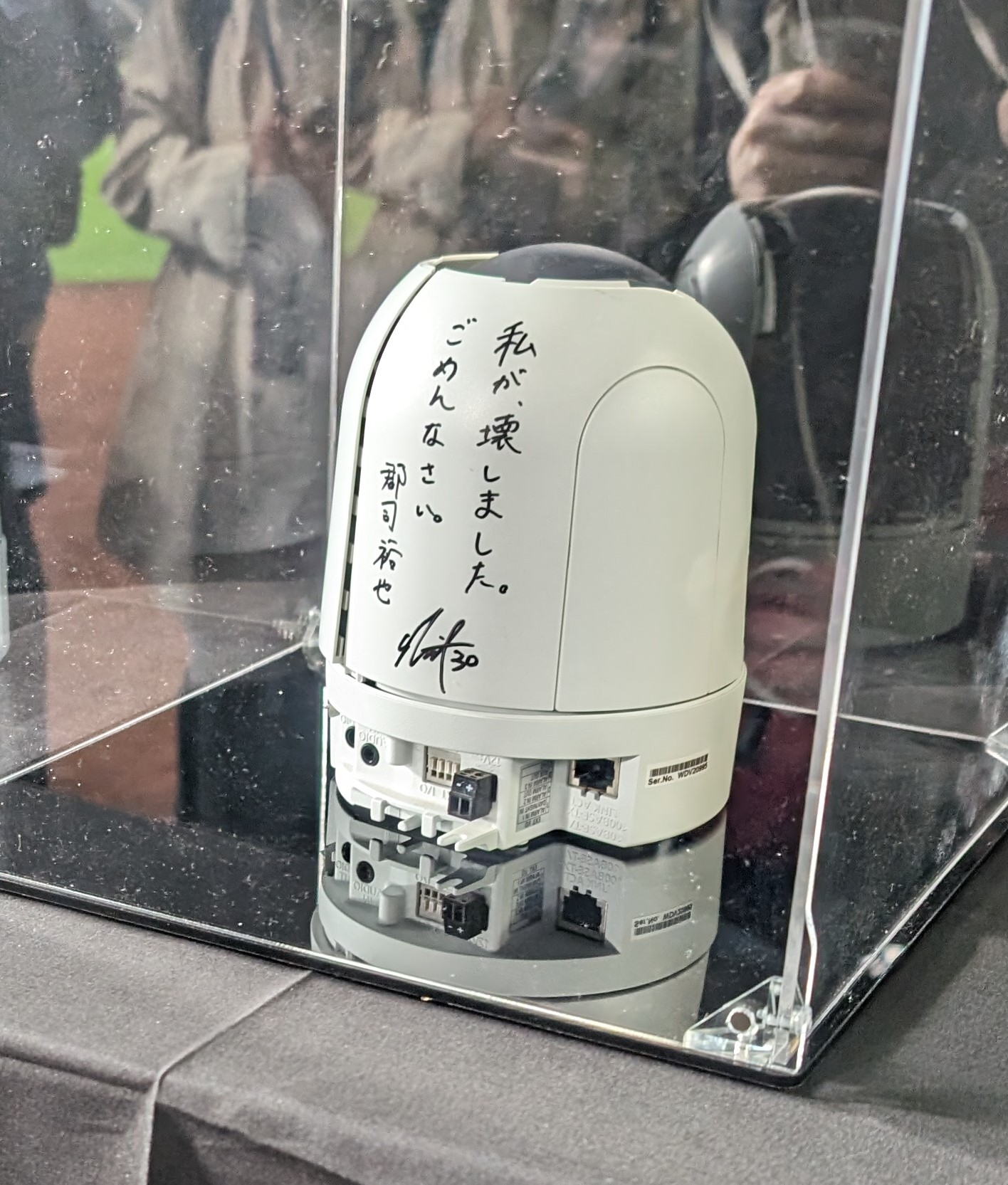
郡司の本塁打によって破壊されたエスコンフィールドHOKKAIDOのブルペンカメラ
（2024年5月31日、同球場内でメッセージ記入の上期間限定展示）

2023年6月19日、齋藤綱記、宇佐見真吾との2対2のトレードで山本拓実と共に北海道日本ハムファイターズに移籍することが発表された。背番号は30。
6月30日に一軍に昇格し、打力を買われ、移籍後初出場となった同日のオリックス・バファローズ戦は「2番・指名打者」での出場だった。7月2日、オリックス・バファローズ戦にてプロ入り初となる猛打賞を達成しヒーローインタビューを初めて受けた。同月4日の福岡ソフトバンクホークス戦では和田毅からプロ入り初となる本塁打を放った。9月以降は調子を落としたものの、移籍後は自身最多の55試合に出場し、うち43試合で先発起用され、4度の猛打賞を記録、打率.254、3本塁打、19打点を記録した。11月29日、825万円増となる推定年俸1800万円で契約を更改した。
2024年は春季キャンプを一軍で迎えた。キャンプ入り前日に清宮幸太郎が怪我を負ったことで三塁手のポジション争いが激化することを想定し、三塁手挑戦を表明した。レギュラーシーズンも開幕一軍を勝ち取ったが開幕戦での出場はなく、3月31日の千葉ロッテマリーンズ戦で「5番・三塁手」として先発出場。その後は代打や守備固めでの出場が主だったが三塁手を務めていた野村佑希が登録抹消されたことで、三塁手としての先発出場が増加。清宮の昇格後はポジションを分け合うこともあったが、すぐに三塁手の定位置を確保。5月15日の埼玉西武ライオンズ戦では3回に隅田知一郎からブルペンのカメラを破壊する4号2点本塁打を放ち、ヒーローインタビューを受けた。8月1日のオリックス・バファローズ戦では9回裏一死の打席で山田修義から9号サヨナラ本塁打を放ち、これがプロ初のサヨナラ打かつサヨナラ本塁打となった。9月4日の対ソフトバンク戦で自身が目標としていた規定打席に到達した。シーズン終盤には本職の捕手として起用されるなど、この年は三塁手のレギュラーとして活躍。127試合出場、打率.256、12本塁打、49打点といずれもキャリアハイの成績を残した。12月4日、3700万円増となる推定年俸5500万円で契約を更改した。

## 選手としての特徴・人物
強打の捕手で頭脳的なリードが特徴。打撃の良さを自負するものの、一方で送球が課題。持ち前の打力を生かすべく、中日時代の2022年からは一塁や左翼の守備にも取り組んでいる。また、2023年の日本ハム移籍後は新庄監督の指示で二塁手の練習にも取り組み、1か月の練習の末、9月19日の試合には実際に二塁を守り、無難に守備をこなしている。前述の通り、2024年からは三塁手に挑戦している。
中学、高校、大学でそれぞれ日本一を経験しており、自身の強みについて「勝てる捕手であること」と答えている。
愛称は「グン」、「グンちゃん」、「グン様」。
大学の卒業論文は実況パワフルプロ野球をテーマとした研究に取り組み、表彰されている。指導教官は、同じ湘南藤沢キャンパス（SFC）と慶應義塾大学野球部出身である准教授の加藤貴昭。
2025年1月23日、一般女性と結婚したことを発表した。なお入籍日に関しては非公開。

## 詳細情報

### 年度別打撃成績
| 年 度     | 球 団     | 試 合 | 打 席 | 打 数 | 得 点 | 安 打 | 二 塁 打 | 三 塁 打 | 本 塁 打 | 塁 打 | 打 点 | 盗 塁 | 盗 塁 死 | 犠 打 | 犠 飛 | 四 球 | 敬 遠 | 死 球 | 三 振 | 併 殺 打 | 打 率 | 出 塁 率 | 長 打 率 | O P S |
| --------- | --------- | ----- | ----- | ----- | ----- | ----- | -------- | -------- | -------- | ----- | ----- | ----- | -------- | ----- | ----- | ----- | ----- | ----- | ----- | -------- | ----- | -------- | -------- | ----- |
| 2020      | 中日      | 30    | 76    | 64    | 6     | 10    | 3        | 0        | 0        | 13    | 4     | 0     | 0        | 1     | 1     | 9     | 1     | 1     | 19    | 1        | .156  | .267     | .203     | .470  |
| 2021      | 中日      | 9     | 15    | 13    | 0     | 6     | 1        | 0        | 0        | 7     | 3     | 0     | 0        | 0     | 0     | 2     | 0     | 0     | 3     | 0        | .462  | .553     | .538     | 1.072 |
| 2022      | 中日      | 33    | 48    | 42    | 0     | 8     | 1        | 0        | 0        | 9     | 0     | 0     | 0        | 0     | 0     | 5     | 0     | 1     | 12    | 4        | .190  | .292     | .214     | .506  |
| 2023      | 中日      | 1     | 1     | 1     | 0     | 0     | 0        | 0        | 0        | 0     | 0     | 0     | 0        | 0     | 0     | 0     | 0     | 0     | 0     | 0        | .000  | .000     | .000     | .000  |
| 2023      | 日本ハム  | 55    | 187   | 169   | 15    | 43    | 4        | 0        | 3        | 56    | 19    | 2     | 1        | 2     | 0     | 16    | 0     | 0     | 30    | 4        | .254  | .319     | .331     | .650  |
| '23計     | 日本ハム  | 56    | 188   | 170   | 15    | 43    | 4        | 0        | 3        | 56    | 19    | 2     | 1        | 2     | 0     | 16    | 0     | 0     | 30    | 4        | .253  | .317     | .329     | .647  |
| 2024      | 日本ハム  | 127   | 495   | 441   | 52    | 113   | 14       | 0        | 12       | 163   | 49    | 2     | 2        | 6     | 4     | 40    | 1     | 4     | 71    | 6        | .256  | .321     | .370     | .691  |
| 通算：5年 | 通算：5年 | 255   | 822   | 730   | 73    | 180   | 23       | 0        | 15       | 248   | 75    | 4     | 3        | 9     | 5     | 72    | 2     | 6     | 135   | 15       | .247  | .317     | .340     | .657  |

- 2024年度シーズン終了時

### 年度別守備成績
捕手守備
| 年 度 | 球 団    | 捕手  | 捕手  | 捕手  | 捕手  | 捕手  | 捕手     | 捕手  | 捕手     | 捕手     | 捕手     | 捕手     |
| 年 度 | 球 団    | 試 合 | 刺 殺 | 補 殺 | 失 策 | 併 殺 | 守 備 率 | 捕 逸 | 企 図 数 | 許 盗 塁 | 盗 塁 刺 | 阻 止 率 |
| ----- | -------- | ----- | ----- | ----- | ----- | ----- | -------- | ----- | -------- | -------- | -------- | -------- |
| 2020  | 中日     | 24    | 116   | 12    | 1     | 0     | .992     | 3     | 11       | 7        | 4        | .364     |
| 2021  | 中日     | 5     | 13    | 4     | 0     | 0     | 1.000    | 0     | 3        | 2        | 1        | .333     |
| 2022  | 中日     | 2     | 1     | 0     | 0     | 0     | 1.000    | 0     | 0        | 0        | 0        | ----     |
| 2023  | 中日     | 1     | 0     | 0     | 0     | 0     | ----     | 0     | 0        | 0        | 0        | ----     |
| 2023  | 日本ハム | 9     | 34    | 4     | 0     | 0     | 1.000    | 0     | 10       | 7        | 3        | .300     |
| '23計 | 日本ハム | 10    | 34    | 4     | 0     | 0     | 1.000    | 0     | 10       | 7        | 3        | .300     |
| 2024  | 日本ハム | 6     | 30    | 4     | 0     | 0     | 1.000    | 0     | 13       | 11       | 2        | .154     |
| 通算  | 通算     | 47    | 194   | 24    | 1     | 0     | .995     | 3     | 37       | 27       | 10       | .270     |

内野守備
| 年 度 | 球 団    | 一塁  | 一塁  | 一塁  | 一塁  | 一塁  | 一塁     | 二塁  | 二塁  | 二塁  | 二塁  | 二塁  | 二塁     | 三塁  | 三塁  | 三塁  | 三塁  | 三塁  | 三塁     |
| 年 度 | 球 団    | 試 合 | 刺 殺 | 補 殺 | 失 策 | 併 殺 | 守 備 率 | 試 合 | 刺 殺 | 補 殺 | 失 策 | 併 殺 | 守 備 率 | 試 合 | 刺 殺 | 補 殺 | 失 策 | 併 殺 | 守 備 率 |
| ----- | -------- | ----- | ----- | ----- | ----- | ----- | -------- | ----- | ----- | ----- | ----- | ----- | -------- | ----- | ----- | ----- | ----- | ----- | -------- |
| 2022  | 中日     | 2     | 5     | 0     | 0     | 0     | 1.000    | -     | -     | -     | -     | -     | -        | -     | -     | -     | -     | -     | -        |
| 2023  | 日本ハム | 15    | 114   | 7     | 1     | 8     | .992     | 1     | 0     | 2     | 0     | 0     | 1.000    | -     | -     | -     | -     | -     | -        |
| 2024  | 日本ハム | 21    | 60    | 7     | 0     | 5     | 1.000    | 1     | 1     | 0     | 0     | 0     | 1.000    | 99    | 43    | 111   | 11    | 8     | .933     |
| 通算  | 通算     | 38    | 179   | 14    | 1     | 13    | .995     | 2     | 1     | 2     | 0     | 0     | 1.000    | 99    | 43    | 111   | 11    | 8     | .933     |

外野守備
| 年 度 | 球 団    | 外野  | 外野  | 外野  | 外野  | 外野  | 外野     |
| 年 度 | 球 団    | 試 合 | 刺 殺 | 補 殺 | 失 策 | 併 殺 | 守 備 率 |
| ----- | -------- | ----- | ----- | ----- | ----- | ----- | -------- |
| 2022  | 中日     | 5     | 5     | 0     | 0     | 0     | 1.000    |
| 2023  | 日本ハム | 5     | 4     | 0     | 0     | 0     | 1.000    |
| 2024  | 日本ハム | 9     | 9     | 0     | 0     | 0     | 1.000    |
| 通算  | 通算     | 19    | 18    | 0     | 0     | 0     | 1.000    |

- 2024年度シーズン終了時[注 1]

### 表彰
- 月間サヨナラ賞：1回（2025年3、4月[52]）

### 記録
初記録
- 初出場：2020年6月23日、対横浜DeNAベイスターズ1回戦（横浜スタジアム）、9回表に加藤匠馬の代打で出場
- 初打席・初安打：同上、9回表に濵口遥大から左前安打
- 初先発出場：2020年6月24日、対横浜DeNAベイスターズ3回戦（横浜スタジアム）、「7番・捕手」で先発出場
- 初打点：2020年8月11日、対広島東洋カープ11回戦（MAZDA Zoom-Zoom スタジアム広島）、8回表に一岡竜司から中前2点適時打
- 初本塁打：2023年7月4日、対福岡ソフトバンクホークス12回戦（福岡PayPayドーム）、2回表に和田毅から左越ソロ[53]
- 初盗塁：2023年7月27日、対東北楽天ゴールデンイーグルス18回戦（楽天モバイルパーク宮城）、5回表に二盗（投手：石橋良太、捕手：炭谷銀仁朗）

その他の記録
- オールスターゲーム出場：1回（2024年）

### 背番号
- 44（2020年[18] - 2023年6月20日）
- 30（2023年6月21日[27] - ）

### 登場曲
- 「青い春」back number（2023年、奇数打席）
- 「DOOR」コブクロ（2023年、偶数打席）

### 代表歴
- 2015 WBSC U-18ワールドカップ 日本代表
- 2018 第6回 FISU世界大学野球選手権大会 日本代表
- 第43回 日米大学野球選手権大会 日本代表